# 前409年
| 千纪： | 前1千纪 |
| 世纪： | 前6世纪 \| 前5世纪 \| 前4世纪 |
| 年代： | 前430年代 \| 前420年代 \| 前410年代 \| 前400年代 \| 前390年代 \| 前380年代 \| 前370年代                                                                                          |
| 年份： | 前414年 \| 前413年 \| 前412年 \| 前411年 \| 前410年 \| 前409年 \| 前408年 \| 前407年 \| 前406年 \| 前405年 \| 前404年                                                            |
| 纪年： | 周威烈王十七年 魯穆公七年 齊宣公四十七年 晉烈公七年 趙獻子十五年 魏文侯十六年韓武子十六年 秦簡公六年 楚簡王二十三年 宋昭公六十年 衛慎公六年 鄭繻公十四年 燕後簡公六年 越王翳二年 |

## 大事記
- 魏文侯任命吳起為主將，攻克秦國河西地區的臨晉（即王城，今陝西省大荔縣東南）、元裡（今陝西省澄城縣東南）並築城。

## 逝世
- 趙獻子